# Gorgoroth
Gorgoroth é uma banda norueguesa de black metal com base em Bergen. Foi formada em 1992 pelo guitarrista Infernus, que é o único membro original restante, e lançou nove álbuns de estúdio. Gorgoroth é uma banda satânica e tem gerado controvérsias devido a alguns de seus shows, que apresentaram cabeças de ovelhas empaladas e simulações de crucificações. A banda recebeu o nome do planalto morto de escuridão na terra de Mordor, da fantasia de O Senhor dos Anéis de J. R. R. Tolkien.

## História
O Gorgoroth foi fundado em 1992 pelo guitarrista Infernus. Em 1993, a banda lançou sua primeira demo, intitulada A Sorcery Written in Blood. Em 7 de janeiro de 1994, o Firda, o principal jornal do condado de Sogn og Fjordane, de onde a banda é originária, publicou uma matéria de capa sobre a demo, com o título "Música local com simbolismo satânico". De acordo com o artigo, o lançamento da demo e panfletos com símbolos satânicos levaram a "preocupação de pais que entraram em contato com o escritório do xerife em Fjaler". Após o lançamento da demo, o Gorgoroth assinou um contrato com a Embassy Productions e começou a trabalhar em seu álbum de estreia completo, Pentagram. Quando o baixista Kjettar deixou a banda em 1993, Samoth, do Emperor, juntou-se ao grupo como novo baixista e participou da gravação do álbum. Após a conclusão e lançamento de Pentagram em 1994, o baterista Goat deixou a formação e foi substituído por Frost, do Satyricon. A banda fez seu primeiro concerto no Lusa Lottes Pøbb em Oslo em 3 de maio de 1994, durante um festival de quatro dias chamado Black Metal Nights, ao lado de bandas como Dark Funeral, Dissection, Enslaved, Marduk, Gehenna e Hades Almighty.
Isso foi seguido por apresentações com Enslaved em Bergen (em junho e setembro) e em Haugesund (em novembro). O Gorgoroth fez seu primeiro show no exterior em Annaberg-Buchholz, na Alemanha, em 10 de dezembro de 1994. No mesmo ano, a banda começou a gravar Antichrist (originalmente intitulado Død), seu segundo álbum completo.
O vocalista Hat decidiu deixar o Gorgoroth em setembro de 1995, mas concordou em concluir a gravação das faixas vocais para Antichrist. Após a saída de Hat, Infernus recrutou o vocalista Pest, da Obtained Enslavement, como novo vocalista do Gorgoroth. Em dezembro de 1995, a banda apoiou o Cradle of Filth no London Astoria, um show que também contou com a banda Primordial. Isso marcou a primeira aparição ao vivo de Pest e do baixista Ares. Em 1995, a o grupo recebeu uma oferta de contrato da Moonfog Productions, mas essa oferta foi rejeitada em favor de uma outra proposta feita pela gravadora alemã Malicious Records. A Malicious Records lançou o segundo álbum, Antichrist, em 1996, e também relançou o álbum de estreia Pentagram. A banda fez uma turnê europeia com Satyricon e Dissection em abril de 1996, seguida por um show único em Bergen com Hades Almighty e Gehenna, onde foi gravado o EP ao vivo The Last Tormentor. A banda também fez um show único no outono em Bischofswerda, Alemanha, com Behemoth. Logo o nome Gorgoroth tornou-se comum no underground do black metal, tanto na Noruega quanto no restante da Europa, embora um pouco diminuído em importância por algumas das bandas mais famosas do gênero, como Mayhem ou Emperor. O terceiro álbum completo, Under the Sign of Hell, foi gravado na primavera de 1996, e o guitarrista Tormentor juntou-se à banda mais tarde no ano. Under the Sign of Hell foi lançado em 1997, e o Gorgoroth fez sua primeira turnê europeia como atração principal no outono do mesmo ano, com o apoio da Mystic Circle. Foi durante esta turnê que Infernus e Tormentor foram abordados pela grande gravadora alemã de heavy metal Nuclear Blast, que queria assinar com eles. A oferta foi aceita no final de 1997.

### Período na Nuclear Blast (1997–2003)
A mudança para a Nuclear Blast foi controversa entre muitos entusiastas do black metal que se identificavam com os princípios de uma 'cena underground de black metal'. O primeiro álbum gravado e lançado pela Nuclear Blast foiDestroyer (1998). O novo vocalista Gaahl juntou-se à formação nessa época, mas foi ouvido em apenas uma música, a faixa-título "Destroyer". A música e as letras no álbum foram principalmente escritas por Infernus, mas o guitarrista Tormentor também contribuiu como compositor, especialmente na faixa-título, e o ex-vocalista Pest escreveu as letras de 4 faixas. Em maio de 1998, o Gorgoroth fez cinco apresentações na Alemanha na turnê europeia do Cradle of Filth, com o apoio de Old Man's Child e Einherjer. O Gorgoroth também se apresentou no Wacken Open Air no verão de 1998, e participou do Tuska Open Air Metal Festival em Helsinki, Finlândia, e em Oslo, Noruega, com Gehenna e Dødheimsgard.
Em 1999, o Gorgoroth começou a explorar características  musicais atípicas com a gravação de Incipit Satan. Embora principalmente escrita novamente por Infernus, o álbum mergulhou em ideias musicais não exploradas pelos membros em gravações anteriores. Músicas como "Will to Power" mostraram fortes influências industriais, dark ambient e de noise (mais do que em Destroyer e Under the Sign of Hell, ambos mostrando sinais de música experimental). A música "When Love Rages Wild in My Heart" apresentou vocais limpos e bluesy. No geral, o álbum exibiu tendências progressivas, mas ainda manteve uma abordagem tradicional de black metal e o som característico de Infernus. O álbum foi gravado em 1999, depois que o baterista Vrolok e o baixista T-Reaper deixaram a banda e foram substituídos pelo baterista Erlend Erichsen (também conhecido como Sjt. Erichsen) e pelo baixista King ov Hell. O baterista Erlend Erichsen deixou a banda após as gravações, e Incipit Satan foi lançado em 2000, precedido por uma turnê europeia em dezembro de 1999, apoiando o Morbid Angel. Em maio de 2000, o Gorgoroth foi a atração principal de uma turnê europeia, com bandas como Old Man's Child e Krisiun como atos de abertura. No início de junho de 2000, o Gorgoroth se apresentou no primeiro festival Hole in the Sky em Bergen, Noruega. Este festival foi organizado em memória do ex-baterista do Gorgoroth, Grim, e também contou com bandas como Immortal, Enslaved, Obtained Enslavement, Hades Almighty e Aeternus. Em 23 de junho de 2000, o Gorgoroth foi a atração principal do palco "Knüppelnacht" no festival With Full Force em Leipzig, Alemanha.
Após alguns concertos na Noruega em 2000 e 2001, o Gorgoroth fez sua única apresentação ao vivo nos EUA no Milwaukee Metalfest em agosto de 2001. Em setembro e outubro, a banda fez duas mini turnês pelo México e Colômbia. Em 2001, o Gorgoroth também foi destaque em um álbum tributo à banda norueguesa de black metal Mayhem, com uma versão cover da música "Life Eternal" do álbum De Mysteriis Dom Sathanas. Essa música foi gravada em 1998, apresentando Gaahl nos vocais, além de Infernus e Tormentor nas guitarras base, T-Reaper na guitarra principal e baixo, e Vrolok na bateria. Esta é a única gravação da banda que não apareceu em um álbum completo do Gorgoroth. Em fevereiro de 2002, o vocalista Gaahl foi detido sob a acusação de ter agredido um homem em uma festa. O cantor foi condenado a 12 meses de prisão em 2002, devido a uma sentença de 1 ano não cumprida por atos de violência anteriormente cometidos.
Em 2002, Tormentor decidiu deixar a banda devido à incapacidade de continuar a colaborar com King, encerrando a formação estável de cinco membros composta por Gaahl, Infernus, Tormentor, King ov Hell e Kvitrafn, que havia sido estabelecida em 2000. Após a saída de Tormentor, o Gorgoroth começou a gravar seu novo álbum, Twilight of the Idols, em Bergen. O álbum mostrou um retorno a um estilo de black metal mais consolidado, mas ainda era bastante diferente dos primeiros lançamentos do Gorgoroth, principalmente devido ao fato de que a maioria das músicas do álbum foi escrita pelo baixista King e pelo baterista Kvitrafn, em vez de Infernus. A banda fez seu primeiro show ao vivo em um ano e meio em Bergen, em abril de 2003, com Tormentor retornando como guitarrista para uma apresentação única. Twilight of the Idols foi lançado pela Nuclear Blast em maio de 2003, e a banda subsequentemente se apresentou no Hole in the Sky, em Bergen, em agosto do mesmo ano. Isso marcou a primeira aparição ao vivo do Gorgoroth com o guitarrista de sessão Apollyon, da Aura Noir.

### Controvérsia em Cracóvia
Em 1 de fevereiro de 2004, durante um concerto gravado para um DVD em Cracóvia, Polônia, a banda exibiu na apresentação cabeças de ovelhas empaladas, um banho de sangue com 80 litros de sangue de ovelha, símbolos satânicos e quatro modelos nuas crucificadas de verdade no palco. Uma investigação policial ocorreu com acusações de ofensa religiosa (que é passível de processo sob a lei polonesa) e crueldade com animais. Embora essas acusações tenham sido consideradas, a banda não foi acusada, pois foi decidido que eles não tinham conhecimento de que o que estavam fazendo era ilegal, embora o organizador do concerto tenha sido multado em 10.000 zł em 2007, pois, segundo o inquérito, ele sabia disso e não informou aos membros do Gorgoroth que era contra a lei, nem interveio. Toda a controvérsia levou à exclusão da banda da turnê da Nuclear Blast e as filmagens do concerto foram confiscadas pela polícia. Após essa controvérsia - e com o Gorgoroth também tendo alcançado um grau maior de reconhecimento mundial através das instalações de distribuição da Nuclear Blast - o contrato entre as duas partes foi bilateralmente encerrado. O Gorgoroth consolidou ainda mais sua reputação como uma banda com uma vigorosa agenda anti-caminho-da-mão-direita, em relação à qual alguns funcionários da empresa alegavam sentir desconforto devido às suas próprias crenças pessoais devido à abordagem não convencional e às crenças da banda. Essa dinâmica pode ter contribuído para a decisão de encerrar o contrato entre o Gorgoroth e a Nuclear Blast.
Após uma bem-sucedida turnê sul-americana pelo Brasil, Chile e Argentina, e uma apresentação no Inferno Festival da Noruega, foi anunciado em abril de 2004 que o baterista Kvitrafn havia decidido deixar o grupo. Para as turnês europeias e da América Central de outubro e novembro de 2004, foram recrutados o baterista Dirge Rep (ex-Enslaved, Gehenna) e o guitarrista Teloch (Nidingr).

### Ad Majorem Sathanas Gloriam(2005–2007)
No início de 2005, Infernus e um amigo foram condenados a três anos de prisão por estuprarem repetidamente uma mulher em uma festa em seu apartamento em 2003, e subsequentemente recorreram da decisão. Após vários shows pela Europa na primeira metade de 2005, incluindo o With Full Force Festival em julho, o Gorgoroth saiu em uma turnê europeia de um mês com o 1349 em novembro de 2005, desta vez com Skagg (Gaahlskagg) substituindo Teloch como guitarrista ao vivo. Em 10 de dezembro de 2005, o Gorgoroth se apresentou ao vivo em Trondheim, Noruega, um show que seria sua última apresentação ao vivo até o verão de 2007.
Em janeiro de 2006, Infernus foi absolvido de sua condenação anterior por estupro, mas condenado por estupro culposo grave e sentenciado a um ano de prisão, enquanto a sentença de seu amigo foi mantida. O Gorgoroth lançou Ad Majorem Sathanas Gloriam em junho de 2006 pela Regain Records. Este foi apenas o segundo álbum do Gorgoroth lançado desde Incipit Satan de 2000 - uma redução perceptível na produtividade para uma banda que anteriormente havia lançado 2 demos, 5 álbuns completos e 1 EP ao vivo entre 1993 e 2000. Para a gravação do novo álbum, Frost novamente atuou na bateria. Este álbum ajudou a banda a expandir sua base de fãs. Pouco tempo depois do seu lançamento, o baixista King deixou temporariamente o grupo. De acordo com o site oficial, King saiu porque "tinha problemas em apoiar alguns dos aspectos ideológicos de sua banda Gorgoroth". Em uma entrevista posterior, King afirmou que deixou o Gorgoroth devido à insatisfação com a falta de contribuições de Infernus para a o Gorgoroth e foi convidado a voltar para a formação por Gaahl em 2007. O Gorgoroth foi indicado na categoria "Metal" no 35º Prêmio Spellemann por Ad Majorem Sathanas Gloriam (o equivalente norueguês ao Grammy Awards).
Gaahl cumpriu pena na prisão da primavera a dezembro de 2006 pelo ataque que ocorreu em fevereiro de 2002, e Infernus cumpriu uma sentença de 4 meses por sua condenação por estupro entre outubro de 2006 e março de 2007. Quando este último foi libertado sob liberdade condicional, foi relatado que Infernus começou "a trabalhar em novo material, tanto musical quanto letras para um próximo álbum, com título ainda indefinido".
Em janeiro de 2007, foi noticiado que Gaahl estava sendo investigado pela polícia norueguesa por seus comentários em uma entrevista no documentário Metal: A Headbanger's Journey (2005), que foi transmitido na Lydverket NRK 1 da Noruega em 24 de janeiro de 2007, onde ele disse "incêndios em igrejas são coisas que eu apoio cem por cento, e deveriam ter sido feitos muito mais e serão feitos muito mais no futuro". Em abril de 2007, uma série em 5 capítulos intitulada True Norwegian Black Metal, produzida por Peter Beste para a Vice, foi ao ar na VBS.tv, abordando alguns aspectos da vida de Gaahl. Com King de volta à banda, o vídeo de "Carving a Giant" de Ad Majorem Sathanas Gloriam também foi filmado e transmitido na MTV norueguesa naquele mês.
Em julho e agosto de 2007, o Gorgoroth voltou a se apresentar ao vivo com apresentações em festivais na Noruega, Alemanha e na República Tcheca. Em setembro de 2007, a banda fez uma turnê pela América do Sul, passando pelo Brasil, Colômbia, Argentina, Equador e Chile com a banda Belphegor. Estes foram os últimos concertos do Gorgoroth a apresentar Gaahl e King.

### Quantos Possunt ad Satanitatem Trahunt(2007–2011)
Em outubro de 2007, Infernus anunciou a decisão de Gaahl e King ov Hell de se separarem na página oficial da banda no Myspace. Gaahl e King afirmaram que haviam "demitido" Infernus do Gorgoroth e reivindicado os direitos sobre o nome da banda, com King tendo feito um pedido de marca registrada no mês anterior. O duo explicou em uma entrevista que tentaram demitir Infernus porque o guitarrista não tinha interesse em promover a banda ou participar criativamente, e seu comportamento após ser libertado da prisão, juntamente com a alegação de ter "definido criativamente" a banda ao longo dos últimos oito anos. King também citou sentir aversão em ser associado a Infernus, tanto durante quanto após o julgamento e condenação deste por estupro. A disputa foi concluída em março de 2009, quando foi anunciada uma decisão judicial reconhecendo Infernus como o usuário legítimo do nome e que Gaahl e King haviam se excluído do Gorgoroth ao tentar remover o membro fundador.
Pouco depois de se separar de Gaahl e King, Infernus afirmou estar no processo de finalizar e preparar o material que, segundo relatos, começou em outubro de 2006 e foi primeiro noticiado quando ele foi libertado sob liberdade condicional em março de 2007, declarando que o título seria Quantos Possunt ad Satanitatem Trahunt, a ser lançado pela Regain Records. Ele também afirmou que futuras apresentações ao vivo minimizariam o uso das músicas do Gorgoroth escritas entre 2002 e 2004 (embora apenas três músicas de King ov Hell e duas de Kvitrafn - quatro das quais tinham letras escritas por Gaahl - tenham sido apresentadas ao vivo), e que a prioridade seria dada tanto ao material mais antigo quanto ao completamente novo. Em dezembro de 2007, ele revelou que Tomas Asklund e Frank Watkins haviam se juntado ao Gorgoroth como baterista e baixista, respectivamente. Watkins posteriormente adotou o nome de palco "Bøddel", que é a palavra norueguesa para "Executor", o antigo nome do Obituary.
Em abril de 2008, Infernus anunciou que partiria para Estocolmo, Suécia, onde os próximos meses foram dedicados a ensaiar o material para Quantos Possunt ad Satanitatem Trahunt.
O controverso concerto de 2004 em Cracóvia foi finalmente lançado em DVD em junho de 2008, mais de 4 anos após sua gravação. Foi lançado pela Metal Mind Productions sob o título Black Mass Krakow 2004 e entrou para o gráfico de DVDs de música norueguesa na posição 4 em sua primeira semana de lançamento. Permaneceu nas paradas por cinco semanas, atingindo a posição número 3.
Em 30 de maio de 2008, a Regain Records anunciou o lançamento em junho de 2008 de True Norwegian Black Metal - Live in Grieghallen, um novo álbum do Gorgoroth que havia sido gravado ao vivo em estúdio em meados de outubro de 2007. A formação de gravação consistiu em Infernus na guitarra e baixo, Gaahl nos vocais, Teloch na guitarra de sessão e Garghuf na bateria de sessão. No entanto, em parte devido às circunstâncias da disputa em curso sobre o nome, a distribuição do álbum foi temporariamente interrompida em julho de 2008, com a decisão final a ser tomada em um julgamento ainda não anunciado na Suécia.
Infernus também anunciou em agosto que uma pré-gravação para Quantos Possunt ad Satanitatem Trahunt foi feita com guitarras, baixo e bateria. Após passar os meses anteriores ensaiando, Infernus disse que estava trabalhando nos arranjos com a ajuda do ex-guitarrista do Gorgoroth, Tormentor.
Em setembro de 2008, Infernus anunciou que Tormentor aceitou sua oferta de se juntar ao Gorgoroth, juntamente com Tomas Asklund e Bøddel. Em 4 de dezembro de 2008, foi anunciado que Pest havia retornado como vocalista.
Logo após o término da disputa pelo nome Gorgoroth, a gravação de Quantos Possunt ad Satanitatem Trahunt começou quando Tomas Asklund iniciou as faixas de bateria no Monolith Studio. Infernus "gravou manualmente seis guitarras básicas" para o álbum, e Bøddel e Pest gravaram baixo e vocais, respectivamente, em junho. Gorgoroth se paresentou ao vivo no Hole in the Sky 2009
Em maio de 2009, foi anunciado que a banda se apresentaria ao vivo novamente em 29 de agosto de 2009 na edição de 10 anos do Hole in the Sky festival em Bergen, Noruega. Esta seria a primeira aparição ao vivo da banda desde setembro de 2007.
No final de junho de 2009, foi anunciado que os vocais em True Norwegian Black Metal - Live in Grieghallen foram regravados por Pest. Uma semana depois, as datas de lançamento e a lista de faixas para Quantos Possunt ad Satanitatem Trahunt foram reveladas.
No concerto principal da banda no festival Hole in the Sky em 29 de agosto, o set list consistiu principalmente de material mais antigo, incluindo duas músicas do álbum Pentagram que não eram apresentadas ao vivo desde outubro de 1997. A banda também tocou ao vivo, pela primeira vez, a nova música "Aneuthanasia" de Quantos Possunt ad Satanitatem Trahunt. O Gorgoroth também se apresentou no UKA 2009 em Trondheim, Noruega, em 19 de outubro de 2009. Este concerto coincidiu com o lançamento de Quantos Possunt ad Satanitatem Trahunt.
Após seu lançamento, o álbum foi bem recebido, com muitos críticos comentando sobre o retorno da banda às suas raízes, comparando o álbum com lançamentos anteriores como Antichrist (1996). Foi revelado em outubro de 2009 que o trabalho no sucessor de Quantos Possunt ad Satanitatem Trahunt, incluindo ensaios de Infernus e Tomas Asklund em Estocolmo, ocorreu naquela época. Em 1 de abril de 2010, foi anunciado oficialmente que metade do novo álbum, ainda sem título, havia sido pré-gravada em forma de pré-produção, e que o trabalho no álbum continuaria ao longo do ano entre turnês e apresentações em festivais, com uma data de lançamento provisória para 2011.
Em abril de 2010, o Gorgoroth embarcou em uma mini-turnê pela Europa, consistindo em cinco datas na Alemanha, além de uma em cada na França, Bélgica, Itália e Holanda, para promover Quantos Possunt ad Satanitatem Trahunt. A banda também se apresentou em cinco festivais europeus no verão de 2010: Summer Breeze Open Air na Alemanha, Ragnarök Festival na Alemanha, Brutal Assault na República Tcheca, Bloodstock Open Air no Reino Unido, e o festival finlandês Jalometalli. Em setembro de 2010, o Gorgoroth embarcou em uma mini-turnê na América do Sul e foi anunciado que a banda faria novamente uma turnê pela Europa em novembro de 2010.
Foi anunciado em outubro de 2010 que o Gorgoroth estava prestes a finalizar uma nova gravação de seu lançamento de 1997, Under the Sign of Hell. A reedição, com Pest nos vocais e Tomas Asklund na bateria, foi lançada como Under the Sign of Hell 2011 em dezembro de 2011. Phobos da banda Aeternus se juntou à banda como baterista ao vivo mais cedo naquele ano.

### Instinctus Bestialise a morte de Bøddel (2012–atualidade)
Em agosto de 2012, Pest notificou os membros da banda que não seria capaz de participar da turnê da América Latina em setembro de 2012. Em resposta, Infernus expulsou Pest da banda e anunciou que Hoest, do Taake, assumiria os vocais para a próxima turnê do Gorgoroth, enquanto Atterigner, da banda sérvia Triumfall, seria o vocalista do próximo álbum de estúdio, intitulado Instinctus Bestialis. O álbum foi gravado no outono de 2013, com a mixagem sendo concluída até junho de 2014 e a masterização finalizada no mês seguinte. Em 6 de março de 2015, a arte do álbum e a lista de faixas foram reveladas, juntamente com a data de lançamento. Instinctus Bestialis foi lançado em junho de 2015. Em 18 de outubro de 2015, o baixista Bøddel (Frank Watkins) faleceu de câncer. Em 2019, Infernus e Phobos anunciaram a criação de sua própria cerveja, Radix Malorum, em colaboração com a cervejaria artesanal Lysefjorden. No início de agosto de 2023, Infernus foi agredido e hospitalizado após a apresentação da banda no Beyond the Gates Festival em Bergen, o que levou ao cancelamento de uma turnê planejada no México em outubro.

## Restrição de divulgação de letras e tablaturas
O Gorgoroth não apenas se recusa a publicar suas letras, mas também suprime ativamente qualquer exibição pública de reconstruções feitas por fãs. A razão para essa supressão não é totalmente conhecida, embora Infernus tenha expressado desdém pela perspectiva de que o material seja reproduzido por outras bandas, entre outras razões.
No entanto, a edição limitada de Ad Majorem Sathanas Gloriam em CD incluiu as letras da música "Prosperity and Beauty" por razões desconhecidas.

O site de letras de metal Darklyrics.com exibe a mensagem "Letras do Gorgoroth removidas devido a reclamação de direitos autorais pela banda", em vez de qualquer letra real. O site Lyricsondemand.com exibe uma mensagem de cessação e desistência de Arne Beckmann, da Prophecies Publishing, que diz o seguinte:
Caros proprietários do site,
Gostaria de informar que estou escrevendo em nome da Prophecies Publishing (PP) e como gerente de negócios deles. A PP é a editora oficial de música da banda Gorgoroth.
A banda nos solicitou que cuidássemos da remoção de suas letras do seu site.
Por meio desta, solicitamos que você remova imediatamente, mas não depois de 18 de fevereiro de 2004, qualquer letra da banda Gorgoroth de seus sistemas.
Esteja ciente de que tomaremos as medidas necessárias (inclusive medidas legais) para fazer valer isso.
Isso não é contra você e seus negócios ou dedicação, mas você entenderá que nós, como editora de música da banda, teremos que fazer valer os direitos autorais conforme desejado pelos compositores.
Como você não licenciou as letras, você viola leis e convenções internacionais de direitos autorais.
Com os melhores cumprimentos,
Arne Beckmann

Prophecies Publishing

## Letras e satanismo
Gorgoroth é conhecido por suas letras com temas satânicos e anti-cristãs. O fundador e guitarrista da banda, Infernus, é abertamente um satanista teísta e se considera "ministro de Satanás na Terra". Ele formou o Gorgoroth para expressar suas crenças satanistas. O ex-vocalista da banda, Gaahl, é abertamente anti-cristão. Em uma entrevista para o documentário de heavy metal de 2005, Metal: A Headbanger's Journey, Gaahl foi questionado sobre o que inspirava a música do Gorgoroth, e sua resposta foi simplesmente "Satanás". Quando perguntado sobre o que ele acredita que Satanás representa, ele disse "Liberdade".
Gaahl explicou o uso de temas satânicos e anti-cristãos: "Vivemos em um mundo cristão e temos que falar a língua deles... Quando uso a palavra 'Satanás', significa a ordem natural, a vontade de um homem, a vontade de crescer, a vontade de se tornar o super-homem e não ser oprimido por nenhuma lei, como a igreja, que é apenas uma forma de controlar as massas".
Gaahl e Infernus eram abertamente favoráveis aos incêndios de igrejas perpetrados por membros da cena black metal no início dos anos 1990. Gaahl ainda disse: "deveria ter havido mais deles, e haverá mais".

## Integrantes
| A última declaração da banda referente aos membros oficiais a partir de janeiro de 2014 menciona esses músicos. A formação atual não está esclarecida - Infernus (Roger Tiegs) - guitarra, baixo, bateria, vocais (1992-presente) - Tomas Asklund - bateria (2007-presente) - Atterigner (Stefan Todorović) - vocais (2012-presente) - Phobos (Elefterios Santorinios) – bateria (2011-2014, 2015–presente) - Guh.Lu (Francesco Giacomin) – baixo (2012–presente) - Aindiachaí (Adam Dunlea) – guitarra (2017–presente) - Hoest (Ørjan Stedjeberg) – vocais (2012-2013, 2014–presente) Vocalistas - Hat (1992-1995) - Pest (1995-1997, 2008-2012) - Gaahl (1998-2007) Guitarristas - Tormentor (1996-2002, 2008-2012) Baixistas - Samoth (1994) - Ares (1996-1998) - Storm (1996) - T-Reaper (1998) - King ov Hell (1999-2006, 2007) - Bøddel (Frank Watkins) (2007-2015) Bateristas - Goat Pervertor (1992-1994) - Frost (1994–1995, 2001 ao vivo, 2004–2005) - Grim (1995-1996) - Vrolok (1996–1998) - Sersjant Erichsen (1999-2000) - Kvitrafn (2000-2004) | Atuais - Paimon/Skyggen - guitarra (2009-presente) - Fabio Zperandio - guitarra (2011-presente) - Hoest - vocal (2012-presente) Antigos - Ivar Thormodsæter – bateria (1999, estúdio) - Apollyon – guitarra (2003–2004, estúdio) - Dirge Rep – bateria (2004–2007, estúdio) - Teloch – guitarra (2004–2005, 2007, estúdio) - Skagg – guitarra (2005, estúdio) - Garghuf – bateria (2007, estúdio) - Nicholas Barker – bateria (2008) - Vyl – bateria (2009–2011, estúdio) - V'gandr – baixo (2010) - Sture Woldmo – baixo (2011-2012) - Phobos – bateria (2011-2017) - Guh.Lu Sayytan - baixo (2012-2015) |

## Discografia

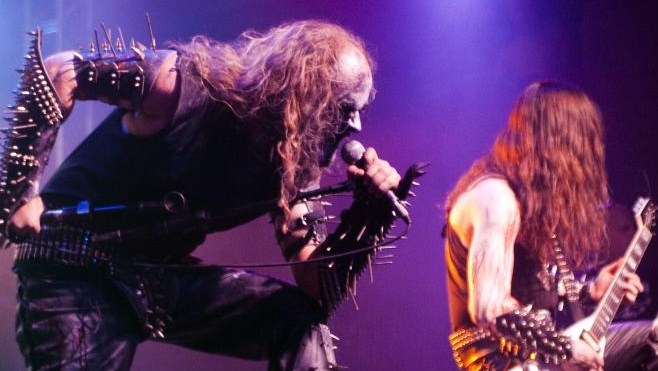
Pest e Infernus em show de 2010

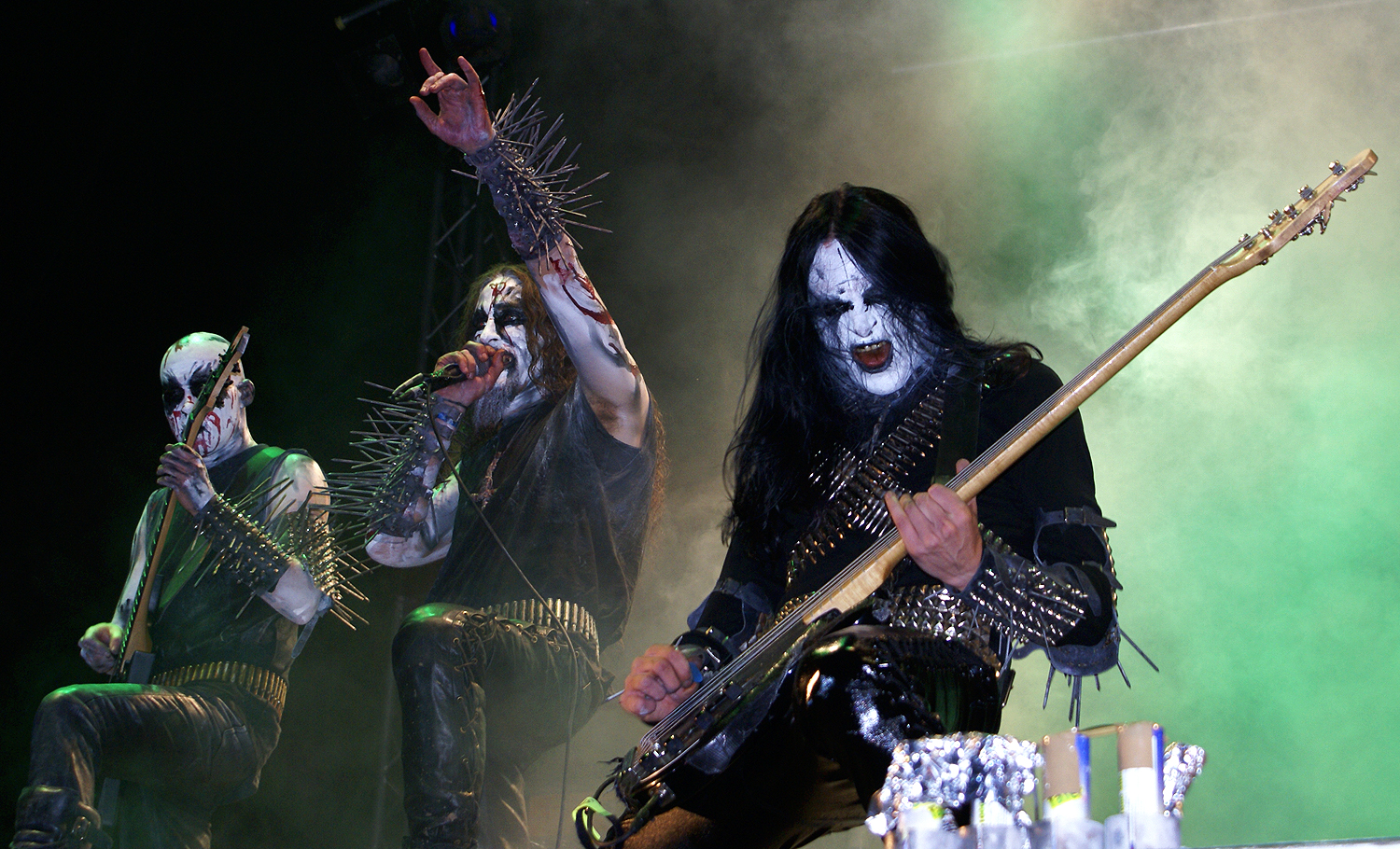
Gorgoroth no Party San Open Air 2007

### Álbuns de estúdio
- Pentagram (1994)
- Antichrist (1996)
- Under the Sign of Hell (1997)
- Destroyer (1998)
- Incipit Satan (2000)
- Twilight of the Idols (2003)
- Ad Majorem Sathanas Gloriam (2006)
- Quantos Possunt ad Satanitatem Trahunt (2009)
- Under the Sign of Hell 2011 (2011, regravação)
- Instinctus Bestialis (2015)

### Álbuns e vídeos ao vivo
- Black Mass Kraków 2004 (DVD, 2004)
- True Norwegian Black Metal - Live in Grieghallen (2008)

### Demos e EP
- A Sorcery Written in Blood(1993)
- Promo '94	(1994)
- The Last Tormentor (EP, 1996)